# وهم (اصطلاح)
الوهم هو قوة جسمانية للإنسان محلها آخر التجويف الأوسط من الدماغ، من شأنها إدراك المعاني الجزئية المتعلقة بالمحسوسات، كشجاعة زيد وسخاوته، وهذه القوة هي التي تحكم بها الشاة أن الذئب مهروب عنه، وأن الولد معطوف عليه، وهذه القوة حاكمة على القوى الجسمانية كلها، مستخدمة إياها استخدام العقل للقوى العقلية بأسرها، وهو إدراك المعنى الجزئي المتعلق بالمعنى المحسوس.
والحافظة هي قوة محلها التجويف الأخير من الدماغ، من شأنها حفظ ما يدركه الوهم من المعاني الجزئية، فهي خزانة للوهم، كالخيال للحس المشترك.